# Ачинские партизаны
Ачинские партизаны — крестьяне-повстанцы, в основном из переселенцев, осуществлявшие вооруженную борьбу в Ачинском уезде c войсками А. В. Колчака в конце 1918—1919 (разделялись на сев. и юж.).
В декабре 1918 был образован отряд из 90 повстанцев под командованием П. E. Щетинкина. Сначала восстание охватило 3, затем 8 волостей. Повстанцы одержали победу над белыми в районе сёл Игинка, Ольховка.
В феврале 1919 у Щетинкина насчитывалась 1 тыс. вооруж. повстанцев, в целом в Ачинском уезде партизанили до 3 тыс. крестьян.
Районом восстания являлись переселенческие участки, плохо устроенные и неприспособленные к хозяйственной жизни. Движение утвердилось в Покровской, Ново-Никольской, Больше-Улуйской и других смежных волостях, на север от железный дороги. Штаб-квартира Щетинкина была попеременно то в Лапшихе, то в Козловке, возле железнодорожной линии. Опорным пунктом в тылу у себя Щетинкин имел с. Большой Улуй, где у повстанцев имелся свой госпиталь. В деревне Козловке они построили укрепления, окопы, стены изо льда и снега, которые при бомбардировке не могли сразу разрушить даже 3-дюймовыми орудиями.
В марте-апреле они с боями прорвались из окружения и ушли в Заманье, где образовали Сев.-Ачинский полк. На Ю.-Ачинского у. партизанское движение было представлено отрядом М. X. Перевалова.